# Transporteur routier
Un transporteur routier est une société, privée ou publique, de transport routier de marchandises ou de personnes ou de déménagements.

En France, l'exercice de cette profession est soumis à l'obtention de l'attestation de capacité à la profession de transporteur routier et de loueur de véhicules industriels (ou à la possession d'un diplôme équivalent), dès que le ou les véhicules exploités dépassent un poids total autorisé (P.T.A.C.) en charge de 3,5 tonnes.

## Transport routier de marchandises en France
Lorsque c'est une activité professionnelle, le transporteur routier est tenu de s'inscrire sur le registre des "transporteurs et loueurs de véhicules industriels" tenu par la Direction Régionale de l'Équipement de l’aménagement et du logement  (D.R.E.A.L) qui délivre en échange un titre d'exploitation :
1. Licence de transport intérieur (véhicules ayant au moins deux essieux, d'un PMA inférieur ou égal à 3,5 tonnes) ; l'original (qui doit rester à l'entreprise) est de couleur orangée, les copies conformes (1 par véhicule) de couleur marron;
2. Licence communautaire (d'un PMA supérieur à 3,5 tonnes); l'original est de couleur bleue et reste à l'entreprise, les copies conformes sont de couleur bleue et il y en a 1 exemplaire par véhicule.

Ces licences sont valables 10 ans renouvelable mais elles sont remises en cause chaque année par la justification de la capacité financière (1 800€ pour le premier véhicule, 900€ par véhicule supplémentaire pour la licence de transport intérieur et 9 000 € pour le premier véhicule, 5 000 € par véhicule supplémentaire pour la licence communautaire).
Le décret n° 2011-2045 du 28 décembre 2011 a modifié les deux textes qui réglementent l'accès aux professions de transporteur public routier de marchandises (décret n°99-752) et de transporteur public routier de personnes (décret n° 85-891).
Lors de transports dans des pays hors Union Européenne (sauf Suisse pour un transporteur Français), les transporteurs ont besoin d'autres autorisations en fonction des accords passés entre la France et les pays concernés:
1. Autorisation CEMT : elle permet tous les transports (sauf le cabotage) dans les pays signataires des accords
2. Autorisation bilatérale : Elle permet de charger ou décharger dans un pays signataire (autorisation de transport) ou simplement de traverser le pays signataire (autorisation de transit)

Pour les pays qui n'ont signé aucun accord avec la France, il faut obtenir des autorisations étrangères auprès des ambassades.